# Estelle Cascino
Estelle Cascino (* 13. März 1996 in Marseille) ist eine französische Tennisspielerin.

## Karriere
Cascino begann mit fünf Jahren mit dem Tennisspielen und bevorzugt Sandplätze. Sie spielt bislang vorrangig Turniere der ITF Women’s World Tennis Tour, wo sie bisher vier Einzel- und 27 Doppeltitel gewonnen hat.
Ihr erstes Profiturnier spielte sie im Juni 2010 in Marseille, im Juli 2012 erreichte sie ihr erstes Halbfinale und im November 2012 ihr erstes Finale, das sie gegen Léa Tholey verlor.
2013 erhielt sie eine Wildcard für die Qualifikation für das Dameneinzel der French Open, verlor dort aber bereits in der ersten Runde gegen Darja Gawrilowa mit 3:6 und 2:6.
2014 erhielt sie eine Wildcard für die Qualifikation zu den Open GDF Suez in Paris, wo sie aber bereits in der ersten Runde gegen Dinah Pfizenmaier mit 1:6 und 2:6 scheiterte. Für die Qualifikation zum Dameneinzel bei den French Open 2014 erhielt sie ebenfalls eine Wildcard, verlor dort in der ersten Runde gegen Kateryna Koslowa mit 4:6 und 1:6.
Vom französischen Tennisverband erhielt sie 2019 zusammen mit ihrer Partnerin Elixane Lechemia für das Damendoppel der French Open eine Wildcard.
In der 2. Tennis-Bundesliga tritt sie 2019 für den SC Frankfurt 1880 an.

## Turniersiege

### Einzel
| Nr. | Datum          | Turnier             | Kategorie   | Belag     | Finalgegnerin         | Ergebnis              |
| --- | -------------- | ------------------- | ----------- | --------- | --------------------- | --------------------- |
| 1.  | 17. April 2016 | Scharm asch-Schaich | ITF $10.000 | Hartplatz | Anastassija Pribylowa | 6:2, 5:7, 6:3         |
| 2.  | 26. Juni 2016  | Grand Baie          | ITF $10.000 | Hartplatz | Kyra Shroff           | 3:6, 6:1, 6:3         |
| 3.  | 25. Juni 2017  | Herzlia             | ITF $15.000 | Hartplatz | Marta Paigina         | 3:6, 7:5, 4:1 Aufgabe |
| 4.  | 5. Mai 2019    | Tabarka             | ITF W15     | Sand      | Léa Tholey            | 7:63, 7:63            |

### Doppel
| Nr. | Datum              | Turnier                   | Kategorie      | Belag             | Partnerin           | Finalgegnerinnen                         | Ergebnis          |
| --- | ------------------ | ------------------------- | -------------- | ----------------- | ------------------- | ---------------------------------------- | ----------------- |
| 1.  | 11. Januar 2013    | Saint Martin              | ITF $10.000    | Hartplatz         | Léa Tholey          | Erin Clark Sonja Molnar                  | 6:3, 6:3          |
| 2.  | 15. März 2013      | Le Havre                  | ITF $10.000    | Sand              | Isabella Schinikowa | Dejana Raickovic Laura Schaeder          | 0:6, 7:5, [10:5]  |
| 3.  | 27. April 2013     | Les Franqueses del Vallès | ITF $10.000    | Hartplatz         | Dide Beijer         | Cornelia Lister Sara Sussarello          | 6:4, 6:70, [10:6] |
| 4.  | 8. März 2014       | Antalya                   | ITF $10.000    | Sand              | Martina Kubičíková  | Martina Caregaro Anna Floris             | 6:72, 6:2, [10:7] |
| 5.  | 15. März 2014      | Antalya                   | ITF $10.000    | Sand              | Mana Ayukawa        | Lenka Juríková Janina Toljan             | 7:5, 7:5          |
| 6.  | 24. Januar 2015    | Port El-Kantaoui          | ITF $10.000    | Hartplatz         | Isabella Schinikowa | Kristýna Hrabalová Vendula Žovincová     | 7:63, 6:0         |
| 7.  | 18. April 2015     | Port El-Kantaoui          | ITF $10.000    | Hartplatz         | Alice Bacquié       | Audrey Albié Carla Touly                 | 6:3, 4:6, [10:5]  |
| 8.  | 19. August 2016    | Sezze                     | ITF $10.000    | Sand              | Kyra Shroff         | Beatrice Lombardo Carla Touly            | 6:2, 6:2          |
| 9.  | 30. Juni 2017      | Tel Aviv                  | ITF $15.000    | Hartplatz         | Kyra Shroff         | Linnéa Malmqvist Alexandra Walters       | 6:2, 6:4          |
| 10. | 8. Juni 2018       | Madrid                    | ITF $15.000    | Sand              | Giorgia Marchetti   | Jessica Ho Yuliya Lysa                   | 2:6, 6:4, [10:7]  |
| 11. | 2. November 2018   | Nantes                    | ITF $25.000    | Hartplatz (Halle) | Elixane Lechemia    | Oqgul Omonmurodova Alina Silitsch        | 7:5, 6:4          |
| 12. | 8. Februar 2019    | Grenoble                  | ITF W25        | Hartplatz (Halle) | Elixane Lechemia    | Andreea Mitu Elena-Gabriela Ruse         | 6:2, 6:2          |
| 13. | 13. April 2019     | Calvi                     | ITF W25        | Hartplatz         | Elixane Lechemia    | Jekaterina Kasionowa Linnéa Malmqvist    | 6:3, 6:2          |
| 14. | 28. Juli 2019      | Porto                     | ITF W25        | Hartplatz         | Julia Terziyska     | Jacqueline Cabaj Awad Inês Murta         | 7:60, 6:3         |
| 15. | 29. September 2019 | Santa Margherita di Pula  | ITF W25        | Sand              | Giorgia Marchetti   | Hanna Posnichirenko Chiara Scholl        | 6:4, 6:3          |
| 16. | 15. Mai 2021       | Saint-Gaudens             | ITF W60        | Sand              | Jessika Ponchet     | Eden Silva Kimberley Zimmermann          | 0:6, 7:5, [10:7]  |
| 17. | 2. Juli 2021       | Montpellier               | ITF W60        | Sand              | Camilla Rosatello   | Liang En-shuo Yuan Yue                   | 6:3, 6:2          |
| 18. | 11. September 2021 | Montreux                  | ITF W60        | Sand              | Camilla Rosatello   | Conny Perrin Eden Silva                  | 7:64, 6:4         |
| 19. | 29. Januar 2022    | Andrézieux-Bouthéon       | ITF W60        | Hartplatz (Halle) | Jessika Ponchet     | Alicia Barnett Olivia Nicholls           | 6:4, 6:1          |
| 20. | 23. April 2022     | Monastir                  | W25            | Hartplatz         | Jessika Ponchet     | Polina Kudermetowa Sofja Lansere         | 6:0, 4:6, [10:7]  |
| 21. | 12. August 2023    | Leipzig                   | W25+H          | Sand              | Seone Mendez        | Julija Awdejewa Arina Gabriela Vasilescu | 6:2, 64:7, [10:8] |
| 22. | 4. November 2023   | Bratislava                | ITF W60        | Hartplatz (Halle) | Jesika Malečková    | Tschechien Karolína Kubáňová             | 6:3, 6:2          |
| 23. | 30. März 2024      | Croissy-Beaubourg         | ITF W75        | Hartplatz (Halle) | Alexandra Eala      | Maia Lumsden Jessika Ponchet             | 7:5, 7:64         |
| 24. | 20. Juli 2024      | Vitoria-Gasteiz           | ITF W100       | Hartplatz         | Alexandra Eala      | Lija Karatantschewa Diāna Marcinkēviča   | 6:3, 2:6, [10:4]  |
| 25. | 7. September 2024  | Wien                      | ITF W75        | Sand              | Emily Appleton      | Maryna Kolb Nadija Kolb                  | 6:4, 7:61         |
| 26. | 17. Mai 2025       | Trnava                    | ITF W75        | Sand              | Carole Monnet       | Arianne Hartono Prarthana Thombare       | 6:2, 6:2          |
| 27. | 5. Juli 2025       | Bukarest                  | ITF W75        | Sand              | Patricia Maria Țig  | Riya Bhatia Sada Nahimana                | 4:6, 6:3, [10:6]  |
| 28. | 26. Juli 2025      | Palermo                   | WTA Challenger | Sand              | Feng Shuo           | Momoko Kobori Ayano Shimizu              | 6:2, 6:72, [10:7] |